# Gare du Hedjaz

La gare du Hedjaz (en arabe محطة الحجاز) est une ancienne gare ferroviaire Syrienne, origine Nord de la ligne de Damas à Médine, située dans la ville de Damas. 
Mise en service en 1913, son bâtiment principal est ouvert en 1917. Elle est fermée au service ferroviaire en 1920. 
Le bâtiment est devenu un monument historique.

## Situation ferroviaire
La gare du Hedjaz, à Damas, était l'origine de la ligne de Damas à Médine.

## Histoire
La gare est mise en service sous l'Empire ottoman en 1907, lors de l'ouverture du premier tronçon de la ligne jusqu'au sud de Tabuk. En 1909 les trains circulent couramment entre Damas et Médine.

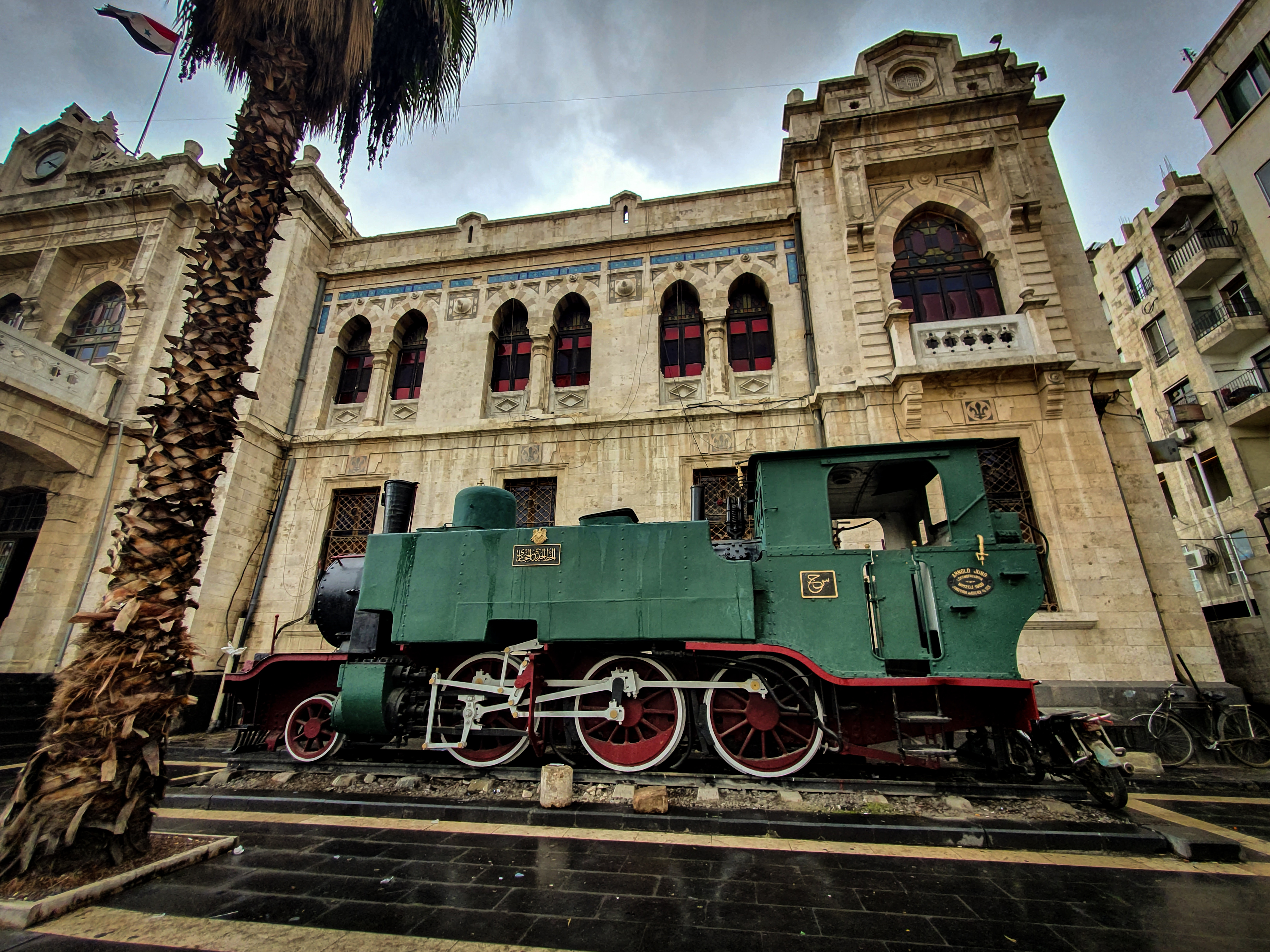
La locomotive présentée devant la gare.

Le bâtiment voyageurs, dû à l'architecte espagnol Fernando De Aranda est mis en service en 1917.

## Patrimoine ferroviaire
Bien que les rails et les quais aient été enlevés dans les années 1920, le bâtiment a échappé à la démolition et est devenu un monument historique de la ville ; en outre, une locomotive à vapeur modèle 130 de fabrication suisse est conservée devant le coin ouest de la façade.